# Drienovo
Drienovo este o comună slovacă, aflată în districtul Krupina din regiunea Banská Bystrica. Localitatea se află la altitudinea de 375 m deasupra n.m., se întinde pe o suprafață de 15,32 km2 și în 2017 număra 108 locuitori.

## Istoric
Localitatea Drienovo este atestată documentar din 1256.

## Demografie
| An:                | 1994 | 2004   | 2014    | 2024    |
| ------------------ | ---- | ------ | ------- | ------- |
| Număr de persoane: | 127  | 128    | 111     | 97      |
| Diferență:         |      | +0,78% | −13,28% | −12,61% |

| An:                | 2023 | 2024   |
| ------------------ | ---- | ------ |
| Număr de persoane: | 99   | 97     |
| Diferență:         |      | −2,02% |